# Municipio de Juchitepec
El municipio de Juchitepec es uno de los 125 municipios del Estado de México, México, que se encuentra en el Distrito de Chalco; limita al norte con el municipio de Tenango del Aire, al este con Ayapango, Amecameca y Ozumba, al oeste con Chalco y la alcaldía de Milpa Alta de la Ciudad de México, al sur con Tepetlixpa y con los municipios de Totolapan y Tlalnepantla (Estado de Morelos).

## Nombre
El nombre Juchitepec proviene del nombre en náhuatl Xochiltepetl, palabra compuesta de Xochitl, que significa Flor, Tepetl que significa Cerro  y c que significa lugar, por lo que el significado del nombre es cerro de las flores.
Las derivaciones que se dieron para que el nombre tomara su forma actual ocurrieron en el siglo XVII cuando se le denominó Xuchitepec y en el siglo XVIII se sustituyó la X por la J dándole su nombre actual.
La población cuenta con un escudo heráldico propio, el cual representa la historia misma de la comunidad desde su fundación hasta llegar a tiempos más recientes, así pues, es de forma circular con una franja de grecas lo cual es característico de la cultura Mexica. En la parte superior se puede apreciar la efigie de los volcanes de acuerdo a como se pueden apreciar desde esta parte del valle de México.
En la parte inferior derecha se encuentra la toponimia de un cerro con flores a manera de corona y cada flor representa los conjuntos de poblaciones prehispánicas fundadas en aquellos tiempos que finalmente se fueron congregando hasta formar la población en sí.
En la parte inferior izquierda se puede apreciar la figura del rey Acamapixtli con un conjunto de cañas, esto derivado de su nombre, el cual significa "Señor del puñado de cañas" o "Señor del puñado de carrizos".

## Historia
Se conocen pocos datos sobre los primeros asentamientos prehispánicos en los territorios que hoy pertenecen al municipio, pues se trató de un área rural con pocos asentamientos y aquellos que existieron no fueron más que caseríos por lo que quedaron pocos restos de ellos. La mayoría de los asentamientos se localizaron cerca de la frontera con el actual municipio de Amecameca y en los alrededores del desaparecido Lago de Chalco. Los pueblos que habitaron la zona en esta primera etapa pertenecían a los Xochimilcas, Chalcas, Tlahuicas y Amaquemecas.
Si atendemos a lo dicho por Vera conocemos que Juchitepec se fundó durante el reinado de Acamapichtli, en el año de 1382 de la era cristiana. Pero no hay testimonio documental para comprobar este dato, ni Vera proporciona alguna fuente. También tenemos otra mención en donde se dice que se fundó en el reinado de Acamapichtli en 1381 y junto con él fundaron ocho pueblos más. “Cuautzozonco, Calayuco, Zenculco, Ococalco, Tetlancheo, Tepepatlacher, Tlacutlapilco y Tlacaelcalpam”.
Lo cierto es que la historia de Juchitepec está estrechamente ligada a la de los tenancas. Aquellos que salieron de Xico en 1258, se detuvieron nueve años en Ayotzinco y luego llegaron a Tenanco Texocpalco donde ahora se llama Tenango. Sabemos por Chimalpahin que los tenancas eran un grupo de chichimecas que se asentaron también en Atlauhtlan, Tzacualtitlan y Ayotzinco Tenanco. Por su parte los xochitepecas eran gente emparentada con los xochimilcas, habían sido macehuales de los tres tlatoque que gobernaban en el tlayacatl de la ciudad de Xochimilco: Tepetenchi, Tecpan y Olac. Pero por circunstancias inciertas, llegaron a las inmediaciones de Tenango Texocpalco en donde tuvieron que someterse al servicio de los tenancas, como milperos labradores y guardianes. Los tenancas “les dieron una pequeña porción de tierra en sus términos”: Callaoco, Cuauhtzozonco y Xochitepec donde después serían congregados para formar un pueblo y donde pusieron una gobernación.
La situación social para la región de Chalco a mitad del siglo XV fue crítica. Las llamadas guerras floridas, emprendidas por los mexicas con el fin de tomar cautivos para los sacrificios humanos, en su momento condujeron a la expansión guerrera. En el gobierno de Itzcoatl, la empresa bélica llegó a Xochimilco logrando para los mexicas la conquista de sus pobladores. La guerra se desarrolló en un lugar llamado Ocolco donde se habían refugiado los xochimilcas, pero ante el furioso embate de los mexicas, los primeros huyeron a las inmediaciones de un cerro llamado Xuchitepec donde el desenlace marcó la victoria para los seguidores del emperador de Tenochtitlan. Parte del tributo ganado para el pueblo comandado por Itzcoatl fue una porción denominada Xochipec.
Motecuzoma Ilhuicamina, sucesor de Itzcoatl, continuó con la expansión guerrera y logró la conquista definitiva de los chalcas. Esta difícil circunstancia que se vivió en la ciudad chalca, llamada en aquel momento Tlacochcalco Chalco Atenco, los orilló a replegarse en las inmediaciones de Tlalmanalco. Ante la desolación y el transcurrir del tiempo, la ciudad de Tlacochcalco sirvió como un buen territorio para pobladores foráneos que la tomaron como suya.
El dominio de los mexicas se extendió también por las poblaciones de Ayotzinco, Temamatla, Tlalmanalco, Cocotitlán y Ozumba. Ante estos embates, en 1464 los tenancas tuvieron que huir de los límites de sus tierras y se refugiaron en las inmediaciones del Xoyactepetl, cerca de Atzompa (Ozumba).
Es probable que Hernán Cortés haya pasado por Juchitepec en su camino a Tenochtitlán, tras la caída del Imperio Mexica la zona de Juchitepec cayó en problemas administrativos y no fue hasta 1603 que por órdenes Gaspar Zúñiga y Acevedo todos los pueblos de la zona se congregaron en la ciudad de Juchitepec, logrando así tener a toda la población congregada en un solo lugar. La Evangelización de la zona fue iniciada por los Franciscanos y continuada por los Dominicos quienes finalmente construyeron un convento en Juchitepec, este estaría bajo sus manos hasta que en el siglo XVIII pasó al clero secular.
Durante la colonia el pueblo fue llamado Santo Domingo Juchitepec siguiendo la tradición de nombrar a cada poblado indígena con un santo cristiano.
En sus inmediaciones se libró en 1822 una de las últimas batallas de la Guerra Independencia de México.
En 1899 el municipio dejó de existir fusionándose con el de Tenango del Aire, aunque al poco tiempo se volvió a erigir el municipio separándose del de Tenango del Aire por solicitud de sus pobladores.

## Clima
En gran parte del año el clima es templado, la temperatura oscila entre los 16° a 25° Celsius, en épocas de verano puede llegar a 30° durante los meses de mayo a agosto. Los meses de noviembre a febrero se caracterizan por ser muy áridos con vientos fuertes y temperaturas de menos de 6°.
La época de lluvias ha variado en la última década, presentando lluvias desde el mes de julio hasta el mes de noviembre de forma inusual. Por ser una zona alta, las corrientes de aire convierten a Juchitepec en un lugar árido. Sin embargo en la temporada de lluvias el clima es de templado a frío.

## Agricultura
El municipio de Juchitepec es un lugar provisto de cuantiosos recursos naturales, principalmente explotados por las actividades agrícolas. Las cosechas temporales entre los meses de mayo a octubre, en las que se inician labores para la siembra principalmente de maíz, trigo, avena, cebada, haba, frijol, lechuga, zanahoria, papa, tomate, calabaza, que son comercializados tanto para la Ciudad de México, como para el mercado local entre los municipios de la región.

## Localidades
La mayoría de los pueblos indígenas se unieron a la cabecera municipal durante la colonia, cuenta con una delegación denominada Cuijingo y 3 barrios, Calayuco, Cuautzozongo y Juchi. También se sabe que en tiempos remotos existían 2 delegaciones principales, pero debido a situaciones, San Felipe Neri se separó del municipio de Juchitepec haciéndose independiente de sí misma, y quedando únicamente la delegación de Cuijingo.

## Religión
Los habitantes de Juchitepec, en su mayoría están apegados a la Religión Católica, motivo por el cual las tradiciones se relacionan a dicha religión; la fiesta principal del municipio se lleva a cabo en el mes de abril, del 24 al 26, siendo la celebración más grande el día 25, si bien el 25 de abril la fiesta del pueblo es en honor al Sr. de las Agonías, el santo patrono del pueblo es Santo Domingo de Guzmán, teniendo su respectiva celebración durante el mes de agosto, las fiestas de este municipio del Estado de México se caracterizan por los fuegos artificiales que son quemados en honor de santo patrono del municipio así como del cristo que podrán encontrar dentro de la iglesia principal, ubicada frente al palacio municipal, después de la quema de los fuegos artificiales le siguen bailes populares en los que los habitantes del municipio, así como de los municipios aledaños suelen divertirse en un entorno sumamente familiar.